# Rish Point
Rish Point är en udde i Antarktis. Den ligger i Sydshetlandsöarna. Argentina, Chile och Storbritannien gör anspråk på området.
Terrängen inåt land är kuperad åt nordost, men åt nordväst är den platt. Havet är nära Rish Point åt sydväst. Trakten är obefolkad. Det finns inga samhällen i närheten. 